# Manëz
Manëz là một đô thị trong quận Durrës thuộc hạt Durrës, Albania. Dân số năm 2005 là 7545 người.